# Bill Challis
William H. „Bill“ Challis (* 9. Juli 1904 in Wilkes-Barre, Pennsylvania; † 4. Oktober 1994 in Luzerne, Pennsylvania) war ein US-amerikanischer Arrangeur und Komponist, der mit den führenden Musikern und Bandleadern des frühen Jazz arbeitete. Er formte das Klangbild des Paul Whiteman Orchestra mit der Bildung der Saxophon- und Blechbläser-Sektionen in der Frühzeit der Bigband-Ära.

## Leben und Wirken
Challis war weitgehend Autodidakt und spielte zunächst Piano und Saxophon. Ab September 1926 war er als Arrangeur und Komponist für Jean Goldkette („In My Merry Oldsmobile“) und ab 1928 für Paul Whiteman tätig; zu seinen  bekanntesten Arrangements für dessen Tanzorchester gehörten „San“, „Changes“, „Lonely Melody“, „Dardanella“, „Sugar“, „’Tain't So, Honey, 'Tain't So“ und „Swet Sue“.
Außerdem arrangierte Challis für Bix Beiderbecke („Baby Face“, „In a Mist“ und „Three Blind Mice“),  Frankie Trumbauer („Singin' the Blues“, mit Bee Palmer, 1929), Fletcher Henderson („D Natural Blues“, 1928), Artie Shaw („Blues in the Night“) und in den 30ern für das Casa Loma Orchestra, für das er „Blues Rhapsody“ (mit Rickey Paulin) schrieb. 1936 entstanden in New York für den Rundfunk erste Aufnahmen unter eigenem Namen; dafür nahm er Popsongs der Zeit wie „Great Day“ oder „Let Yourself Go“ auf. In seinem Studioorchester spielten u. a. Charlie Margulis, Mannie Klein, Jack Jenney, Will Bradley, Artie Shaw, Frank Signorelli, Dick McDonough, Artie Bernstein und Chauncey Morehouse. Im folgenden Jahrzehnt arrangierte er für die Swingorchester von Jerry Wald und Glen Gray. 1946 arrangierte er eine Studiosession des Trompeters Bobby Hackett (Trumpet Solos). Im Bereich des Jazz war er zwischen 1926 und 1986 an 135 Aufnahmesessions beteiligt. Er arbeitete bis in die 1960er-Jahre (u. a. auch für Lennie Hayton, Claude Hopkins); 1986 wurde eine Auswahl seiner Arrangements von Titeln wie „Tiger Rag“, „Sometimes I'm Happy“ oder „Blue Room“ von Vince Giordano's Nighthawks und Tom Pletcher (The Goldkette Project) neu aufgenommen. Bucky Pizzarelli verwandte Challis’ Arrangements in seinem Album Challis in Wonderland (Arbors Records).

## Würdigung
Challis war mit seinen Arrangements für einige der bedeutendsten frühen Jazzaufnahmen der 1920er-Jahre verantwortlich wie Beiderbeckes In a Mist. Seine von Beiderbecke inspirierten harmonischen und rhythmischen Innovationen zeichneten die Musik der Bands von Jean Goldkette, McKinney’s Cotton Pickers, Fletcher Henderson und Paul Whiteman aus, so Gene Lees, der Bill Challis als „einen der am häufigsten übersehenen und unterschätzten Männer der Jazzgeschichte“ würdigte.

## Diskographische Hinweise
- Bill Challis and His Orchestra: 1936 (Circle, 1983)
- Bill Challis and His Orchestra: More 1936 (Circle, 1983)
- Bobby Hackett With Bill Challis and His Orchestra: Trumpet Solos (Festival, ed. 1963), mit Paul Ricci, Bill Stegmeyer, John Pepper, Hank Ross, Armand Camgross, Hank D’Amico, Johnny Guarnieri, Carl Kress, Bob Haggart, Cozy Cole
- Bill Challis, Vince Giordano and the Nighthawks: Bill Challis' The Goldkette Project (1988), u. a. mit Spanky Davis, Randy Reinhart, Spiegle Wilcox, Dan Barrett, Herb Gardner, Ted Nash, Bob Wilber, Dick Wellstood, James Chirillo, Frank Vignola